# Nový Samechov
Nový Samechov (německy Neu Samechow) je malá vesnice, část obce Řendějov v okrese Kutná Hora. Nachází se asi jeden kilometr východně od Řendějova. Nový Samechov leží v katastrálním území Řendějov o výměře 8,38 km².

## Historie
První písemná zmínka o vesnici pochází z roku 1380.

## Fotogalerie

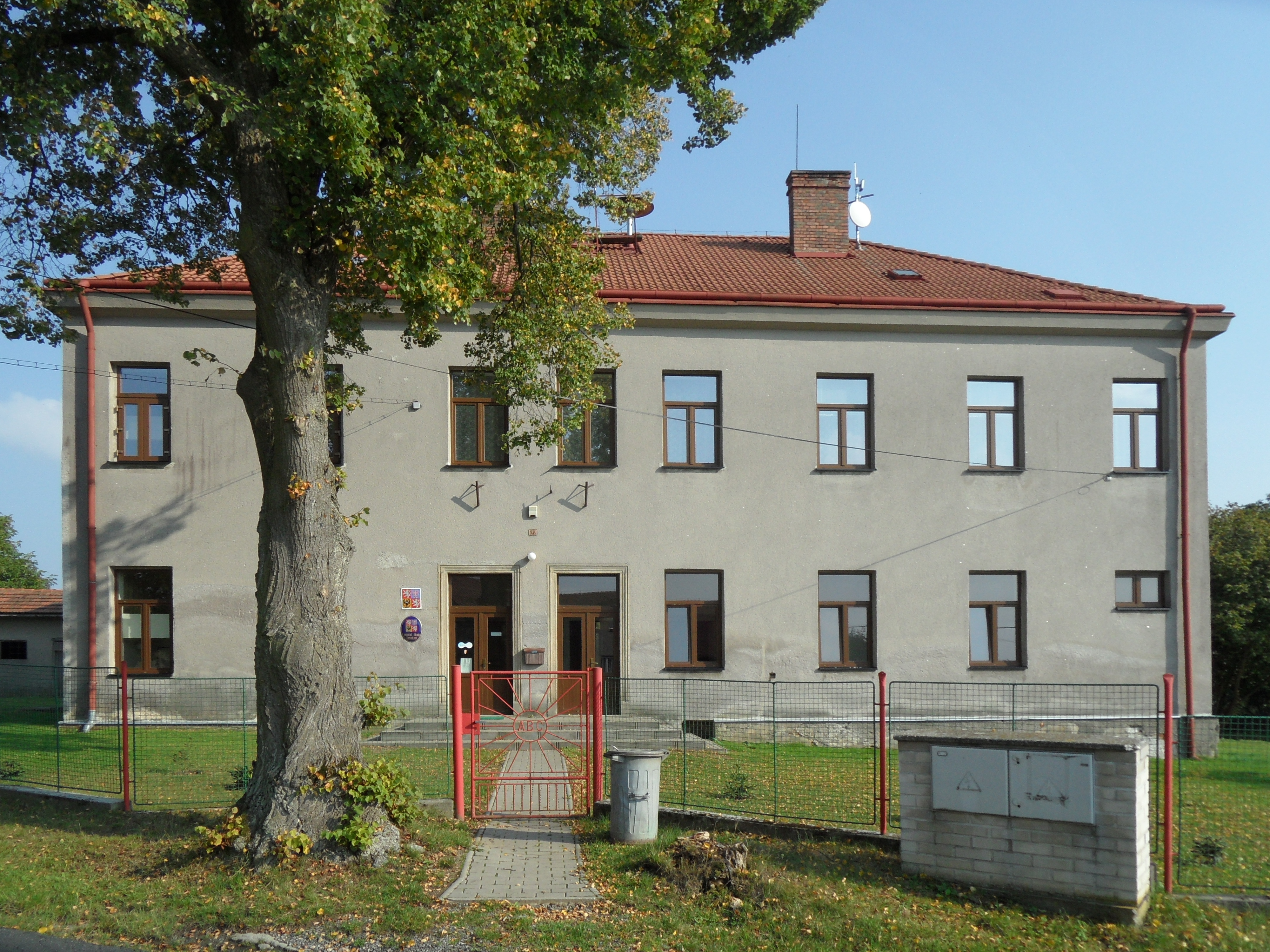
Budova obecního úřadu
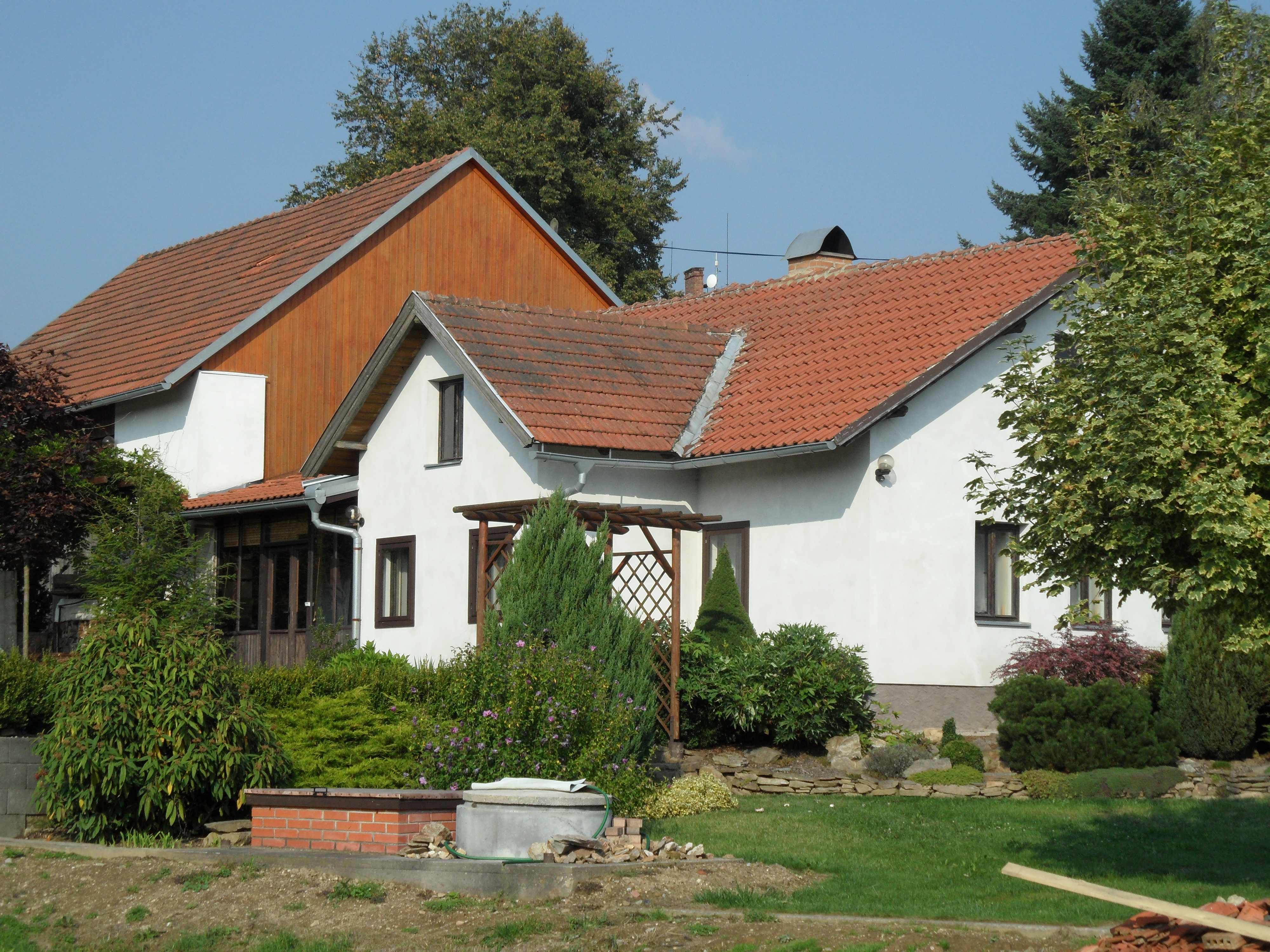
Domy u křižovatky
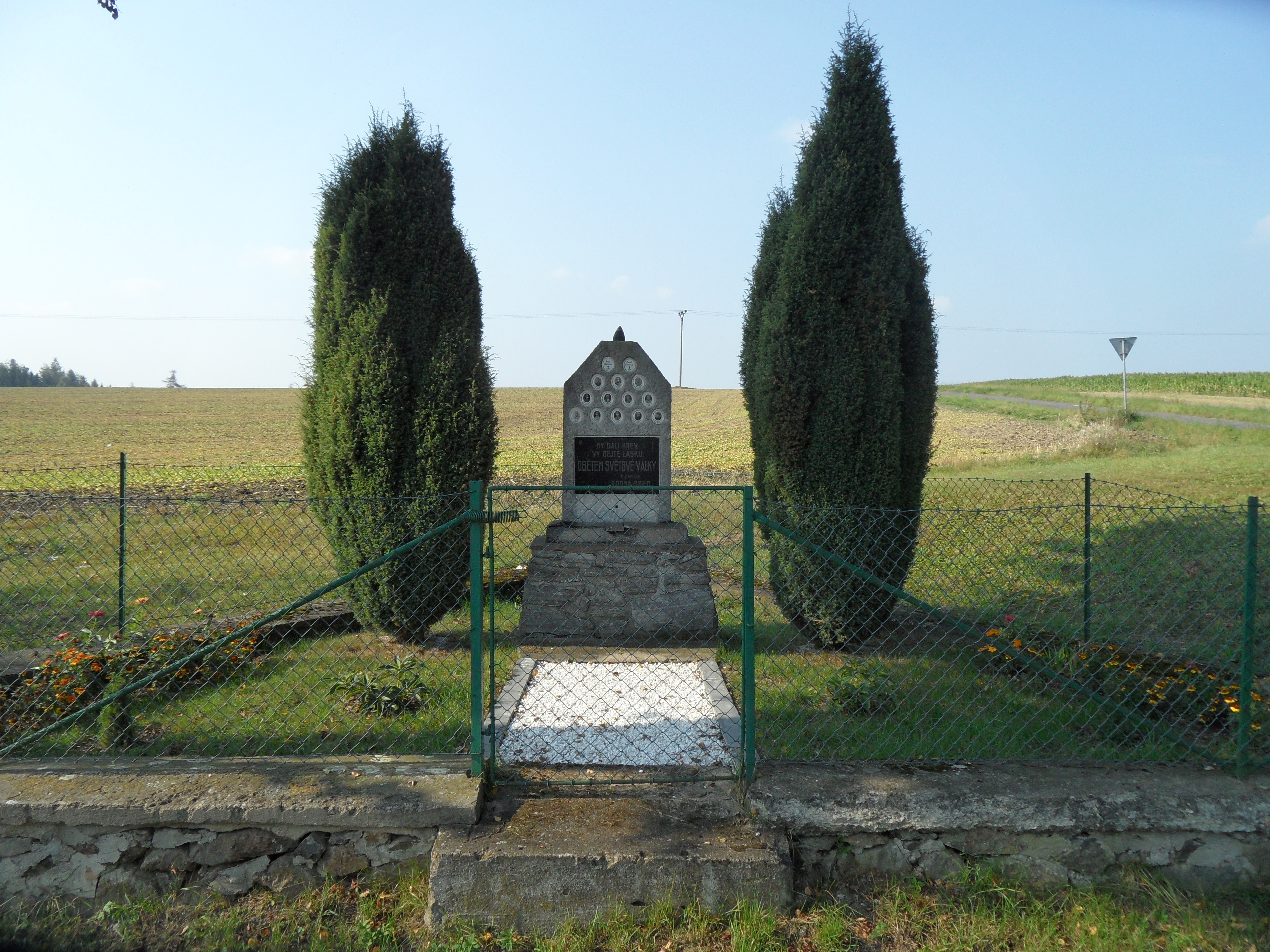
Památník obětem první světové války
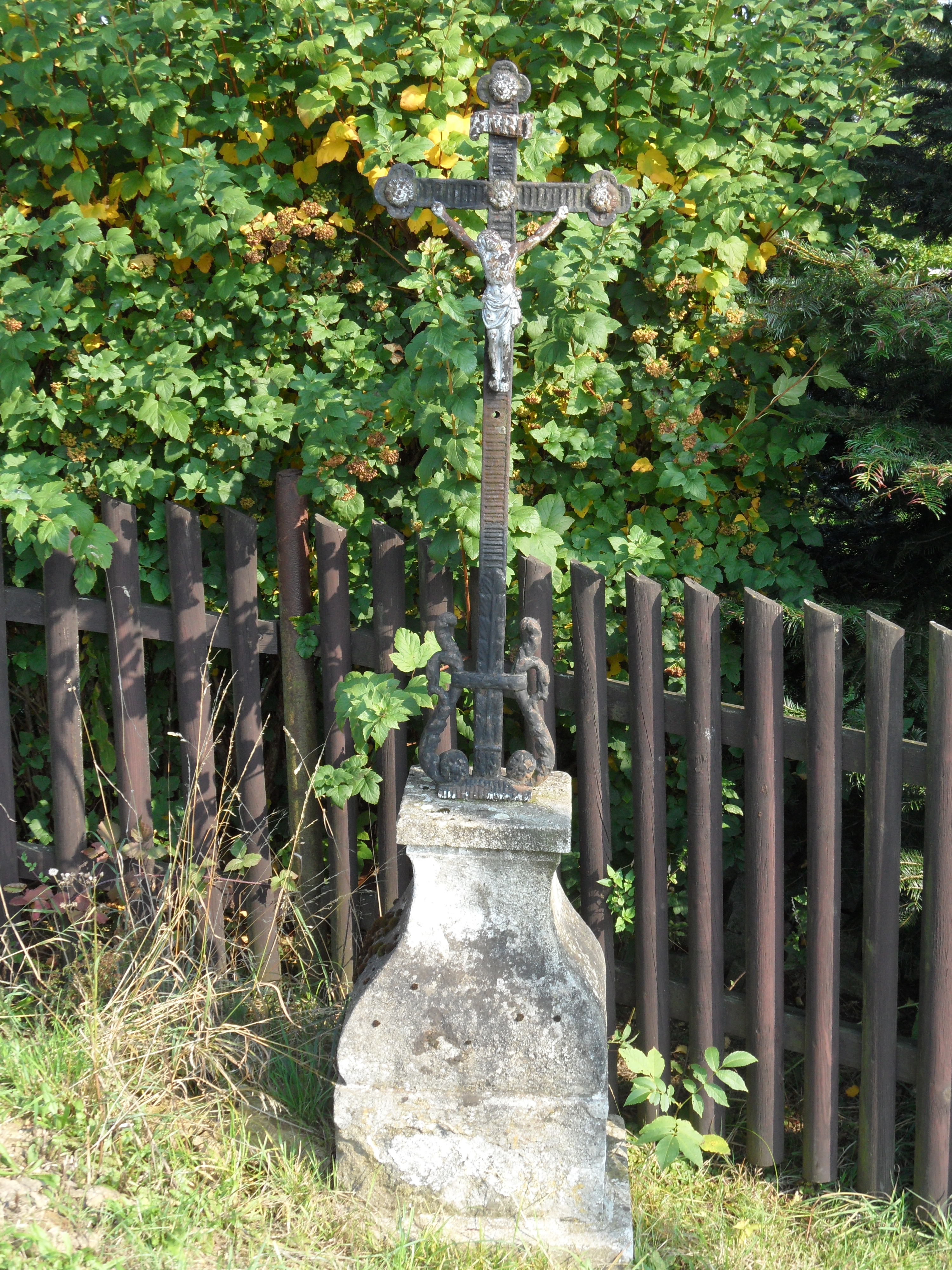
Křížek